# Баллю, Теодор
Теодо́р Баллю́ (фр. Théodore Ballu, 8 июня 1817, Париж — 22 мая 1885, Париж) — французский архитектор, работавший в Париже.

## Биография
С 1835 года обучался в Королевской школе изящных искусств в Париже. В 1840 году получил Римскую премию в области архитектуры, что позволило ему стать членом Французской академии в Риме. С 1841 по 1845 годы жил в Риме на вилле Медичи.
В 1853—1857 годах руководил работами по завершению строительства церкви Святой Клотильды. Баллю руководил реставрацией башни Сен-Жак (1854—1858). В тот же период им была построена готическая колокольня церкви Сен-Жермен-л'Осерруа. В 1860 году был назначен архитектурным директором всех церковных строений Парижа. По его проектам построены Церковь Святой Троицы (1861—1867), Церковь Святого Амвросия (Сен-Амбруаз)(1863—1869) и ряд других церквей. В 1872 году избран членом Академии изящных искусств. Был соавтором проекта здания Парижской мэрии.
Похоронен на кладбище Пер-Лашез.